# Actinauge richardi
Actinauge richardi är en havsanemonart som först beskrevs av Marion 1882.  Actinauge richardi ingår i släktet Actinauge och familjen Hormathiidae. Inga underarter finns listade i Catalogue of Life.